# Ducado de Lancaster
El Ducado de Lancaster es uno de los dos ducados reales de Inglaterra, siendo el otro el Ducado de Cornualles. Se mantiene como legado para el rey del Reino Unido. y se emplea para proporcionar ingresos para el Soberano reinante. El Ducado de Cornualles genera ingresos para el príncipe de Gales.
El Ducado comprende 18.700 ha, que incluyen urbanizaciones, edificios históricos, y terreno agrícola en varias partes de Inglaterra y Gales, además de grandes propiedades en Lancashire. Estaba valorado en £348 millones en el año fiscal 2010. Los soberanos no tienen derecho al capital del portafolio ni a ganancias sobre el mismo. Otras ganancias por ingresos son distribuidas entre los soberanos y son sujetas a impuestos sobre la renta.
El canciller del Ducado de Lancaster es un ministro de Gobierno designado por el soberano aconsejado por el primer ministro. El canciller responde al Parlamento en los asuntos de administración del Ducado.
Además de poseer tierras en Lancashire, el Ducado de Lancaster también ejerce algunos poderes y deberes ceremoniales de la Corona en Lancashire, Gran Mánchester, Merseyside y el área de Furness de Cumbria, que juntos forman el Condado Palatino de Lancashire. Desde que se aprobó la Ley de Gobierno Local de 1972, el Ducado tiene y ejerce el derecho de asignar sheriffs y representantes del rey en los condados ceremoniales de Gran Mánchester, Merseyside y Lancashire, incluyendo partes de los antiguos condados de Cheshire y Yorkshire.

## Historia

El estandarte del Ducado de Lancaster.

El Ducado de Lancaster fue creado por Juan de Gante, hijo menor del rey Eduardo III de Inglaterra, tras heredar a la muerte de su suegro Enrique de Grosmont (1361) las tierras del condado de Lancaster.